# Фостер, Блейк Энтони
Блейк Энтони Фостер (англ. Blake Anthony Foster; 29 мая 1985; Нортридж, Лос-Анджелес, штат Калифорния, США) — американский актёр и мастер боевых искусств. Наиболее известен ролью Джастина Стюарта, оригинального синего рейнджера в телесериале «Могучие рейнджеры: Турбо». Запомнился одним из самых юных актёров. На момент съёмок ему было всего 12 лет.

## Биография
Блейк Энтони Фостер родился 29 мая 1985 года в городе Лос-Анджелес, штат Калифорния, США.
Фостер начал практиковать Тансудо (американское каратэ) в возрасте 4 лет под опекой Тома Блума[d], обладателя чёрного пояса 8-го дана. 15 декабря 1996 года он получил свой чёрный пояс, когда ему было 11 лет. Позже Фостер получил чёрный пояс второго дана в Тансудо. Трёхкратный чемпион России по боевым искусствам.
Фостер впервые снялся в рекламе Huggies, когда ему было 16 месяцев в 1986 году.
В 1995 году Фостер был одним из актёров в главной роли фильма «Вне подозрений» с Кристофером Ривом, Джо Мантенья и Ким Кэттролл. Значительную известность получил после того, как снялся в роли Джастина Стюарта, ребёнка, который заменил актёра, когда тот после соревнований пострадал. Играл Фостер Синего Турбо-Рейнджера в пятом сезоне телеканала Fox Kids.
Фостер в конце 90-х исполнил роль в эпизоде сериала «Могучие рейнджеры в космосе» и в то же время снялся в двух успешных фильмах «Каспер встречает Венди» (1998) и «Расти: Собачья сказка» (1998). В 2017 году он был участником короткометражного фильма «Орден» вместе с другими выпускниками Могучих Рейнджеров.

## Личная жизнь
Женат. Супруга — Кэти Нидхэм. Дети — Джексон Фостер (сын), Оливия Фостер (дочь).

## Фильмография

### Фильмы
- «Уличный рыцарь» (1993) — (нет в титрах)
- «Вне подозрений» (1995) — Дэймон Кейн
- «Могучие рейнджеры: Турбо» (1997) — Джастин Стюарт (Синий Турбо Рейнджер)
- «Каспер встречает Венди» (1998) — Джош Джексон
- «Расти: Собачья сказка[англ.]» (1998) — Джори
- «Детский мир[англ.]» (2001) — Райан Митчелл
- «Лиззи Макгуайр» (англ. Lizzie McGuire; 2001)[9]
- Телевизионный спин-офф «Стиви Санчес» (англ. Stevie Sanchez; 2005) — Марк Ланалампи[9]
- «Дрифтер ТКД» (англ. Drifter TKD; 2008) — Джесси Тайлер (директор)
- «Жизнь без названия» (2015) — Босс Джимми (за кадром)
- «Орден» (англ. The Order; 2017) — Мэйсон

### Телевидение
- «Беверли-Хиллз, 90210»
  - Эпизод: «Середина жизни… Что теперь?» (1993) — Кевин (появление в гостях)
- Семейный альбом (1994) — Молодой Лайонел (нет в титрах)
- «Парень познаёт мир»
  - Эпизод: «Малыш розового фламинго» (1996) — Дэнни
- «Могучие рейнджеры: Турбо» (1997, 45 эпизодов) — Джастин Стюарт (Синий Турбо Рейнджер) / Робот Джастин
- «Могучие рейнджеры: В космосе» (1998, Эпизоды: «Истинный синий спешит на помощь») — Джастин Стюарт (синий турбо рейнджер)
- «Могучие рейнджеры: Потерянный эпизод» (1999) — Джастин Стюарт (специальный эпизод, архивные кадры)
- «Крутой Уокер: Правосудие по-техасски»
  - Эпизод: «Дети Хэллоуина» (1998) — Джоуи Уильямс
- «Двое в своём роде» (1999)
  - Эпизод: «Кэрри переезжает» (1999) — Картер (появление в гостях)
- «Семья Брейди в Белом доме[англ.]» (2002) — Питер Брэди (директор)
- «Мужские фигуристы» (2006) — Майк (появление в гостях)
  - Эпизод: «Закат»
  - Эпизод: «Секс и конфеты»
- «Что думает Стиви?» (2007) — Марк Ланалампи (приглашённая звезда)
- «Громовой удар» (2008) — синий Турбо Рейнджер (главарь)

### Озвучивание
- «Могучие рейнджеры: Турбо» (фильм, 1997) — Джастин Стюарт (трансформирование, озвучивание)
- «Могучие рейнджеры: Турбо» (1997) — Джастин Стюарт (в трансформированном виде) / синий рейнджер
- «Могучие рейнджеры: В космосе» (1998) — Джастин Стюарт (трансформация, озвучивание)

### Телереклама[16]
- Рисовые криспи[англ.]
- Киберсила[англ.]
- Макдоналдс
- Бьюик
- Hefty[англ.]
- Велосипеды Huffy[англ.]

## Номинации и награды

### Награды и номинации в кино и на телевидении
| Год  | Премия        | Категория                                                  | Название работы | Жанр  | Результат |
| ---- | ------------- | ---------------------------------------------------------- | --------------- | ----- | --------- |
| 1998 | Молодой актёр | Лучшая роль в художественном фильме — Лучший молодой актёр | Турборейнджеры  | Фильм | Номинация |
| 2002 | Молодой актёр | Лучшая роль в художественном фильме — Лучший молодой актёр | Детский мир     | Фильм | Номинация |